# Phare d'Isolotto Monaci
Le phare d'Isolotto Monaci (Italien :Faro di Isolotto Monaci) est un phare situé sur un îlot de l'Archipel de La Maddalena, à l'est de Caprera, en mer Tyrrhénienne, dans la province d'Olbia-Tempio (Sardaigne), en Italie.

## Histoire
Le phare a été construit en 1936 sur Isolotti Monaci, un groupe de rochers dangereux à environ 2.5 km à l'est de l'île de Caprera et 8 km au nord du phare de Capo Ferro. Le phare est entièrement automatisé, alimenté par une unité solaire. Il est géré par la Marina Militare.
Le 5 octobre 2017, un plongeur, non loin du phare, a trouvé des restes humains à l'endroit où, le 26 juillet 1943, un Messerschmitt Me 323 Gigant de la Luftwaffe a été abattu par un Bristol Beaufighter britannique. L'avion allemand était en fuite de sa base en Sardaigne à Pistoia en Toscane quand il a été intercepté par le chasseur britannique et abattu.

## Description
Le phare  se compose d'une tour cylindrique en maçonnerie de 16 m de haut, avec galerie et lanterne. Le bâtiment est peint en blanc et le dôme de la lanterne est gris métallisé. Il émet, à une hauteur focale de 24 m,un éclat blanc et rouge toutes les 5 secondes. Sa portée est de 11 milles nautiques (environ 20 km).
Identifiant : ARLHS : SAR005 ; EF-1142 - Amirauté : E0998 - NGA : 8736 .

## Caractéristique dufeu maritime
Fréquence : 5 secondes (W-R)
- Lumière : 1 seconde
- Obscurité : 4 secondes

|                 |
| Isolotto Monaci |

### Lien connexe
- Liste des phares de la Sardaigne